# 신증유합
《신증유합》(新增類合)은 한문 입문서의 하나이다. 《유합》을 증보하고 수정하여 편찬하여서 신증유합이라 이름하였다. 1576년(선조 9년)에 유희춘(柳希春)이 2권 1책으로 지은 목활자본이다. 《천자문》(千字文)·《훈몽자회》(訓蒙字會) 등의 한자 입문서와 함께 널리 이용되었다.
1574년 황해도 해주에서 간행되었으나 잘못을 수정하여 1576년 10월 서문과 발문을 붙여 교서관에서 간행하여 널리 퍼졌다. 편찬동기는 서문과 발문에 따르면 기존의 유합에 요긴한 한자가 많이 빠져 있고, 또 불교를 존숭하고 유교를 배척하는 내용이 있기 때문이라고 하였다.
분류어휘집으로서 상권에는 24부문에 표제어 1,000자, 하권에는 3부문에 2,000자가 분류되어 있다. 올림말의 배열은 기본적인 한자부터 4자씩 운을 맞춰 구를 만들고 다시 2구씩 짝지었다. 이는 훈몽자회와도 유사하나 마지막 2구절로 그 항목을 마무리하는 부분이 특이하다. 새김 부분에 2개의 훈이 병기된 것으로는 "初 처음초/원간초"를 비롯한 192자가 있다.
유합에 수록된 1,512자의 거의 배에 이른다. 구체적으로 보면, 권상에 해당하는 부분에서는 116자, 권하에 해당하는 부분에서는 1,372자로 대폭적인 증가가 이루어졌다. 곧 추상적인 개념을 표시하는 한자가 많아진 것이다. 그 체계는 다음과 같다.
수목(24) 천문(104) 중색(16) 지리(56) 초훼(48) 수목(24) 과실(24) 화곡[=벼,곡식](16) 채속(24) 금조[=새](56) 수축[=짐승](=48) 인개[=어패류](24) 충치[=벌레](40) 인륜(40) 도읍(56) 권속(24) 신체(72) 실옥[=방](48) 포진(24) 금백(24) 자용(24) 기계(88) 식찬[=음식과 반찬](32) 의복(48) 심술(4) 동지[=동작과 정지](1,492) 사물(504)
이렇게 수록된 한자에 권점(圈點)으로써 성조를 표시하고, 한글로써 새김과 독음을 달았다. 새김과 독음은 한자 아래에 가로로 적는데, 한 한자에 새김과 독음이 두 가지가 있으면 가로줄을 긋고서 아래위로 나란히 적었다. 이때 구절의 문맥에 맞는 새김이 위에 놓였다.

## 참고 문헌
- 「國語敎育史硏究」(李應百, 新丘文化社, 1975)
- 「類合의 解題」(方鍾鉉, 『한글문』1, 一蓑國語學論集, 民衆書館, 1963, 1946)
- 「新增類合解題」(安秉禧 -檀國大學校東洋學硏究所, 『影印新增類合』, 1972)